# Sikiru Adeyemi
Sikiru Adewale Adeyemi (* 2. Juli 1998) ist ein nigerianischer Sprinter, der sich auf den 400-Meter-Lauf spezialisiert hat. 2024 siegte er mit der nigerianischen Mixed-Staffel über 4-mal 400 Meter bei den Afrikaspielen in Accra.

## Sportliche Laufbahn
Erste internationale Erfahrungen sammelte Sikiru Adeyemi 2014 bei den Juniorenweltmeisterschaften in Eugene, bei denen er mit der nigerianischen 4-mal-400-Meter-Staffel mit 3:09,37 min im Vorlauf ausschied. Im Jahr darauf belegte er bei den Juniorenafrikameisterschaften in Addis Abeba im 400-Meter-Lauf in 47,32 s den fünften Platz und gewann mit der Staffel in 3:11,20 min die Bronzemedaille. Anschließend wurde er bei den Jugendafrikameisterschaften in Réduit im 400-Meter-Hürdenlauf in 53,81 s Vierter, ehe er bei den Commonwealth Youth Games in Apia über 400 Meter in 47,69 s ebenfalls auf den vierten Platz gelangte. 2019 nahm er mit der Staffel an den Afrikaspielen in Rabat teil und gewann dort in 3:03,42 min die Bronzemedaille hinter den Teams aus Botswana und Südafrika. 2022 verpasste er dann bei den Hallenweltmeisterschaften in Belgrad mit 3:09,55 min den Finaleinzug mit der Staffel. Im Juni schied er bei den Afrikameisterschaften in Port Louis mit 48,22 s im Halbfinale aus und gewann mit der Staffel in 3:07,05 min gemeinsam mit Johnson Nnamani, Chidi Okezie und Ifeanyi Emmanuel Ojeli die Bronzemedaille hinter den Teams aus Botswana und Sambia. Anschließend schied er bei den Commonwealth Games in Birmingham mit 47,40 s im Halbfinale über 400 Meter aus und belegte mit der Staffel in 3:06,06 min den siebten Platz. 2024 kam er bei den Afrikaspielen in Accra im Halbfinale über 400 Meter nicht ins Ziel und siegte mit der Mixed-Staffel mit neuem Afrikarekord von 3:13,26 min gemeinsam mit Ifeanyi Emmanuel Ojeli, Patience Okon George und Omolara Ogunmakinju. Zudem gewann er mit der Männerstaffel in 3:01,84 min die Bronzemedaille hinter den Teams aus Sambia und Botswana. Im Mai wurde er bei den World Athletics Relays auf den Bahamas in 3:16,68 min Achter in der Finalrunde über 4-mal 400 Meter, sicherte aber durch eine gute Vorlaufleistung dem nigerianischen Team einen Startplatz bei den Olympischen Spielen in Paris. Anschließend belegte er bei den Afrikameisterschaften in Douala in 3:02,93 min den vierten Platz im Staffelbewerb.
In den Jahren 2021 und 2022 wurde Adeyemi nigerianischer Meister in der 4-mal-400-Meter-Staffel.

## Persönliche Bestzeiten
- 100 Meter: 10,34 s (+1,4 m/s), 30. März 2023 in Kaduna
- 200 Meter: 21,40 s (+0,3 m/s), 30. Januar 2021 in Akure
- 400 Meter: 45,93 s, 12. März 2021 in Akure